# Brooke Foss Westcott
Brooke Foss Westcott (Birmingham, 12 januari 1825 – Durham, 27 juli 1901) was een Engelse predikant en theoloog die van 1890 tot zijn dood als anglicaans bisschop van Durham diende.

## Biografie
Brooke Foss Westcott werd op 12 januari 1825 geboren in Birmingham. Zijn vader, Frederick Brooke Westcott, was een vermaard botanicus. Zijn moeder was Sarah Armitage, de dochter van een koopman. Van 1837 tot 1844 bezocht hij de King Edward VI School in zijn geboorteplaats.
In 1844 werd Westcott toegelaten tot Trinity College aan de Universiteit van Cambridge. Als student blok hij uit in zijn kennis van het Klassieke Grieks en Latijn. Hij ontving verscheidene onderscheidingen vanwege zijn kennis. Tijdens zijn studie werd hij lid van de Cambridges Apostles, een studentenvereniging voor jonge intellectuelen. Hij was medeoprichter van de vereniging Hermes, een club van jonge studenten klassieke talen die zich toelegden op het lezen van klassieke Griekse en Latijnse geschriften. Naast een grondige kennis van het Grieks en Latijn blonk Westcott ook uit in de wiskunde.
In 1848 behaalde hij zijn bachelor of arts en een jaar later werd hij gekozen tot lid van Trinity College, hetgeen hij tot 1869. In 1849 werd hij door zijn oude hoofdmeester, James Prince Lee, inmiddels bisschop van Manchester, als diaken bevestigd. Twee jaar later volgde zijn priesterwijding en benoeming tot assistent-rector van Harrow School in Londen. Op 23 december 1852 trad hij in het huwelijk met Sarah Louise Mary Whittard.
Tijdens zijn werkzaamheden aan Harrow School sloot hij vriendschap met Edward White Benson en Fenton John Anthony Hort, die als docenten aan deze school verbonden waren. Zijn jeugdvriend Joseph Barber Lightfoot, later bisschop van Durham, doceerde eveneens aan Harrow School.

## Vroege theologische werken
De geschriften die hij voortbracht tijdens zijn vroege periode brachten een nieuw tijdperk in de geschiedenis van modern Engelse, theologische wetenschap. In 1855 publiceerde hij de eerste versie van zijn History of the New Testament Canon ("Geschiedenis van de canon van het Nieuwe Testament"), die hij veelvuldig herzag en uitbreidde; uiteindelijk werd dit werk een standaard met betrekking tot dit onderwerp. In 1859 verscheen zijn Characteristics of the Gospel Miracles ("Eigenschappen van de wonderen uit de Evangeliën").
In 1860 breidde hij een eerder gepubliceerd essay uit en dit leidde tot zijn Introduction to the Study of the Gospels ("Inleiding tot de studie van de Evangeliën"), een werk dat blijkt geeft van een opmerkelijk inzicht en nauwgezetheid studiositeit, maar ook van een eerbiedige benadering gecombineerd met een aanzienlijke vrijheid, waarmee het werk zich afzet van traditionele interpretaties. Het werk van Westcott voor de Dictionary of the Bible (Bijbels woordenboek) van Smith, vooral zijn artikelen over "Canon", "Maccabeeën" en "Vulgaat", geven blijk van uiterst nauwgezette en grondige voorbereiding. Dit leidde tot het samenstellen van de volgende populaire boeken The Bible in the Church ("De Bijbel in de Kerk", 1864) en een History of the English Bible ("Geschiedenis van de Engelse Bijbel", 1869). Tot dezelfde periode behoort The Gospel of the Resurrection ("Het Evangelie van de Wederopstanding", 1866). Als een doorwerking op fundamentele christelijke doctrines kreeg dit werk aanzienlijke aandacht. De breedte van zienswijzen, de erkenning van door de moderne geschiedwetenschap aangetoonde feiten en pure logica waren diepgaande karakteristieken van de wijze waarop Westcott theologische vraagstukken benaderde. In de tijd waarin het boek verscheen, toonde zijn apologetische methode zowel moed als originaliteit, maar de briljantheid van het werk wordt overschaduwd door de ondoorgrondelijke stijl.
In 1865 behaalde Westcott zijn bachelor in de theologie en in 1870 promoveerde hij als doctor in Godgeleerdheid aan de Universiteit van Cambridge. Hij ontving tijdens zijn leven twee eredoctoraten; in 1881 aan de Universiteit van Oxford en in 1883 aan de Universiteit van Edinburgh. Van 1868 tot 1870 was hij als kapelaan verbonden aan de kathedraal van Peterborough.

## Regius Professor in de Godgeleerdheid aan de Universiteit van Cambridge
Brooke Foss Westcott werd op 1 november 1870 gekozen tot Regius Professor in de Godgeleerdheid aan de Universiteit van Cambridge. Westcott was hoogleraar tijdens een grote hervorming die op de universiteit plaatsvond. Hij was de juiste man op de juiste plaats: hij steunde van harte de hervorming en was een (gematigd) liberaal theoloog die groot ontzag genoot. Als professor doceerde hij Bijbelse wetenschappen en patristiek. Beide vakken waren op zijn lijf geschreven. Hij had een grote kennis van de inhoud van de Bijbel en was van jongs af aan thuis in het werk van de Kerkvaders.
Zijn voornaamste interesse ging echter uit naar de tekstkritiek van de Bijbel (lagere kritiek, de reconstructie van de tekst van het Nieuwe Testament).

## Kanunnik van Petersborough en Westminster, bisschop van Durham
Van 1869 tot 1890 was Westcott kanunnik van Petersborough en Westminster. In deze periode hield hij zich ook bezig met de sociale kwestie. In 1889 was hij betrokken bij de oprichting van de Christian Social Union. Vanwege zijn betrokkenheid bij de Christian Social Union weigerde de conservatieve premier Salisbury zijn verkiezing tot aartsbisschop van York.
In maart 1890 werd hij als opvolger van zijn overleden vriend Lightfoot gekozen tot bisschop van Durham. Op 1 mei volgde zijn consecratie tot bisschop. Hij zette zijn werkzaamheden voor de minderbedeelde medemens onverminderd voort. In 1892 bemiddelde hij tijdens een mijnwerkersstaking.
Tot op hoge leeftijd was hij in goede gezondheid en zette hij zijn arbeid voort. De laatste drie jaren van zijn leven nam zijn gezondheid echter af. In 1901 overleed vrij plotseling zijn vrouw. Zelf overleed hij, 76 jaar, in Auckland Castle, Durham.

## Grondtekst
Van 1870 tot 1881 was Westcott voortdurend betrokken bij tekstkritisch werk om een uitgave van het Nieuwe Testament uit te brengen en, gelijktijdig, bij de voorbereiding om samen met Hort een nieuwe grondtekst te publiceren. De jaren waarin Westcott, Lightfoot en Hort elkaar veelvuldig ontmoetten en daardoor uiteraard veelvuldig discussieerden over hun werk, vormden een gelukkige en bevoorrechte periode in hun levens.
In het jaar 1881 verscheen de fameuze Westcott and Hort tekst van het Nieuwe Testament, waarin bijna dertig jaar van onafgebroken arbeid was gaan zitten. Van 1879 tot 1885 maakten Westcott en Hort deel uit van het vertaalcomité dat tot taak had de King James Version te herzien.
Inmiddels is de tekst van Westcott en Hort achterhaald. Tegenwoordige Bijbelvertalingen gaan uit van de tekst van Nestle-Aland.

## Zending
Brooke Foss Westcott was zijn hele leven een warm pleitbezorger van de zending. Hij was actief binnen missiegenootschap Society for the Propagation of the Gospel (Sociëteit voor de Propaganda van het Evangelie). Vooral de zending in India (het toenmalige Brits-Indië) kon op zijn warme belangstelling rekenen. Vier van zijn zonen werden missionaris in India. Twee van hen werden later ook bisschop.

## Theologische positiekeuze
Westcott's theologie kan worden gezien als irenisch, een relatief liberaal (of, zo men wil, gematigd rechtzinnig). Van vrijzinnigheid is evenwel geen sprake. Uit nadere bestudering van zijn geschriften blijkt een aanhankelijkheid aan de oude dogma's en de traditionele anglicaanse leerstellingen. Hij had een grote bewondering voor de oude kerkvaders (wat overeenstemt met de anglicaanse nadruk op de bestudering traditie). Een aantal van zijn werken, bijvoorbeeld Characteristics of the Gospel Miracles ("Eigenschappen van de wonderen uit de Evangeliën") en The Gospel of the Resurrection ("Het Evangelie van de Wederopstanding", 1866) zijn apologetisch van aard. Blijkbaar voelde Westcott de behoefte de traditionele dogma's zo redelijk mogelijk te verklaren. Uit zijn werken blijkt dat een Westcott een zogenaamde "letterlijke" of "onfeilbare" inspiratie verwierp. Mede om deze opvatting wordt Westcott in bepaalde, meer fundamentalistische kringen nog altijd verguisd en wordt de mede door hem samengestelde Griekse grondtekst van de Bijbel verworpen. Volgens andere tegenstanders was Westcott een "occultist". Men beroept zich dan op zijn lidmaatschap van de studentenvereniging Hermes, maar dit was gewoon oratorisch en literaire vereniging met als voornaamste doel de bestudering van de werken uit de klassieke oudheid. Kwaadsprekers hebben ook wel beweerd dat hij, omdat hij korte tijd (tijdens zijn studententijd) lid was van een groepje dat paranormale verschijnselen bestudeerde. Dit betekende dan nog niet dat hij ook maar enige waarde aan zulke verschijnselen hechtte, hij maakte er alleen studie van. Hij verklaarde later zelf: "Jaren geleden had ik de mogelijkheid - met enige voorzichtigheid - onderzoek te doen naar "spiritistische" fenomenen, en kwam tot de heldere uitkomst (...) [dat] zoals in alle vraagstukken van geestelijke aard, de Heilige Schrift onze grootste wegwijzer is. Ik neem hierbij in acht dat, ofschoon er telkens van geestelijke mediums melding wordt gemaakt in de Bijbel, er toch geen sprake is van de geringste aansporing hen te raadplegen. (...) Ik vind in het feit van de Incarnatie alles wat men van node heeft (voor zover ik het zie) voor het leven en de hoop". Men moet zich toch wel in heel vreemde bochten wringen wil men in Westcott een spiritist of occultist zien.
Met een van zijn voornaamste tegenstanders, de hoogkerkelijke kanunnik Burgon, een pleitbezorger van het Byzantijnse teksttype, weigerde hij in discussie te gaan, omdat Burgon bij zijn kritiek vaak onder de gordel uithaalde. Westcott ging evenwel de discussie met andere critici zeker niet uit de weg. Met criticus F.H.A. Scrivener, die net als hij deel uitmaakte van het herzieningscomité van de King James Version, had hij een goede verstandhouding. De discussie over de "juiste" grondtekst gaat tot op de dag van vandaag voort. Daarbij vallen voor- en tegenstanders van een bepaald teksttype nog steeds over elkaar heen, terwijl de verschillende teksttypes toch eigen niet zo heel veel van elkaar afwijken.
In zijn werken blijkt Westcott een aanhanger van het zogenaamde harmonisatiemodel waarbij met er van uitgaat dat de vier verschillende Evangelieverhalen met elkaar in harmonie kunnen worden gebracht. Zo betrekt hij bijvoorbeeld de twee geboorteverhalen (Matt. i en Luc. ii) op elkaar (veelal met een beroep op de kerkvaders), zonder overigens de eigenheid van de beide verhalen te ontkennen.

## Citaten
Het grote geheimenis van de godsdienst is niet de straf, maar de vergeving van de zonden
— Introduction to the Gospel of St. John, 1882

## Trivia
- Het seminarie van de liberale anglo-katholieken in het Verenigd Koninkrijk draagt de naam Westcott House, en is gelegen in het centrum van Cambridge.

## Publicaties
- Elements of the Gospel Harmony (1851)
- A General Survey of the History of the Canon of the New Testament (1855; herzien 1875)
- Characteristics of Gospel Miracles (1859)
- Introduction to the Study of the Gospels (1860; herzien 1866)
- The Bible in the Church (1864)
- The Gospel of the Resurrection (1866; herzien 1879)
- A General View of the History of the English Bible (1868; herzien door W A Wright 1905)
- Christian Life Manifold and One (1869)
- On the religious office of the universities (1873)
- Paragraph Psalter for the Use of Choirs (1879)
- Commentary on the Gospel of St John (1881)
- Commentary on the Epistles of St John (1883)
- The Revelation of the Risen Lord (1882)
- The Historic Faith : short lectures on the Apostles' Creed (1885)
- The Revelation of the Father: short lectures on the titles of the Lord in the Gospel of St John (1884)
- Some Thoughts from the Ordinal (1884)
- Christus Consummator (1886)
- Social Aspects of Christianity (1887)
- The Victory of the Cross: Sermons in Holy Week (1888)
- Commentary on the Epistle to the Hebrews (1889)
- From Strength to Strength (1890)
- Essays in the History of Religious Thought in the West (1891)
- The Gospel of Life: thoughts introductory to the study of Christian doctrine (1892)
- The Incarnation and Common Life (1893)
- The Gospel According to St. John (1896)
- Some Lessons of the Revised Version of the New Testament (1897)
- Christian Aspects of Life (1897)
- Lessons from Work (1901)
- Saint Paul's Epistle to the Ephesians: the Greek text (1906)
- The Two Empires : the Church and the World (1909)

## Verwijzingen
1. ↑  James May, "Westcott and the Ghostly Guild", citing B.F. Westcott in "The Response to the Appeal", Borderland, Vol. I, No. 1 (July 1893) p. 11.
2. ↑  Burgon kwam wel met inhoudelijke kritiek, maar die ging bij toch altijd gepaard met een agressieve houding tegenover mensen met wie hij het niet eens was. Vanuit zijn hoogkerkelijke achtergrond was Burgon bevreesd dat er vraagtekens zouden ontstaan bij teksten die bepaalde dogma's veronderstellen te onderstrepen. De anglo-katholiek Burgon dacht hierbij vooral aan het slot van het zestiende hoofdstuk van het Evangelie volgens Marcus van waaruit men het leerstuk van de noodzaak van de doop mede onderbouwt.
3. ↑  Scrivener, een befaamd tekstcriticus, argumenteerde veel minder vanuit allerlei dogmatische vooronderstellingen. De tekstcritische kennis van Scrivener was minstens zo groot als die van Westcott. Evenals die laatste was ook Scrivener overtuigd van een verbetering van de grondtekst, maar ging hierbij meer uit van de Byzantijnse tekst. Men moet in het achterhoofd houden dat de grote papyrusvondsten nog moesten worden gedaan.
4. ↑  https://archive.org/stream/introductiontost00westrich/introductiontost00westrich_djvu.txt An Introduction to the Study of the Gospels (1875), p. 318-319

- Bibliothèque nationale de France: cb12206250b (data)
- CiNii: DA06600554
- Gemeinsame Normdatei: 118806858
- International Standard Name Identifier: 0000 0001 2319 7529
- Library of Congress Control Number: n50003371
- Bibliotheek van het Japanse parlement: 00768726
- Nationale Bibliotheek van Tsjechië: xx0011914
- Nationale bibliotheek van Australië: 36550824
- Nationale Bibliotheek van Israël: 987007301306705171
- Nederlandse Thesaurus van Auteursnamen: 071455973
- SNAC: w60z77g9
- Système universitaire de documentation: 085102121
- Trove: 1287336
- Virtual International Authority File: 4979039
- WorldCat: E39PBJcWy7DFGrcBFCpjD9QH4q